# Balla amb la vida
Balla amb la vida (originalment en francès, Alors on danse) és una pel·lícula francesa dirigida per Michèle Laroque i estrenada el 2021. És el tercer èxit de l'actriu, i es tracta d'una nova versió de la pel·lícula britànica Ballant la vida. El 2022 es va doblar i subtitular al català.

## Sinopsi
Després de descobrir els enganys del seu marit, la Sandra (Michèle Laroque) el deixa refugiant-se amb la seva germana Danie (Isabelle Nanty). Són totalment diferents, però les dues germanes redescobreixen el seu vincle a través de la dansa, la seva passió comuna.

## Repartiment
- Michèle Laroque: Sandra
- Isabelle Nanty: Danie
- Thierry Lhermitte: Lucien
- Patrick Timsit: Roberto
- Jeanne Balibar: Aline
- Antoine Duléry: Paul
- Armelle: Juliette
- Alysson Paradis: Sophie
- Laurent Spielvogel: Pierre
- Sofiane Chalal: Riad
- Florence Muller: Rozenn
- Jean-Hugues Anglade: l'alcalde
- Virginia Anderson: la promotriu
- Nicky Marbot: el policia
- Catherine Demaiffe
- Jérémy Nadeau